# Big Audio Dynamite
Big Audio Dynamite (também conhecida pelas iniciais BAD) é uma banda britânica de pop rock, formado pelo guitarrista Mick Jones, após sua saída da banda The Clash, e pelo cineasta Don Letts, em 1983. Voltará a fazer apresentações em 2011.

## Discografia
- This is Big Audio Dynamite (1985)
- No. 10 Upping St. (1986)
- Tighten Up, Vol. 88 (1988)
- Megatop Phoenix (1989)
- The Globe (1991)
- Higher Power (1994)
- F-Punk (1995)

## Curiosidades
Em 1991, a banda passou a se chamar Big Audio Dynamite II e em 1994, apenas Big Audio.